# Mao Mao i Bohaterowie Czystego Serca
Mao Mao i Bohaterowie Czystego Serca (ang. Mao Mao: Heroes of Pure Heart, od 2019) – amerykański serial animowany stworzony przez Parkera Simmonsa oraz wyprodukowany przez wytwórnie Titmouse, Inc. i Cartoon Network Studios.
Premiera serialu odbyła się w Stanach Zjednoczonych 1 lipca 2019 na amerykańskim Cartoon Network. W Polsce serial zadebiutował 9 marca 2020 na antenie Cartoon Network.

## Fabuła
Serial opisuje perypetie śmiałego czarnego kota Mao Mao, który jest szeryfem Doliny Czystego Serca. Wraz ze swymi przyjaciółmi i zastępcami – borsukiem cyborgiem Borsukowatym oraz małą niebieską nietoperzycą Nietoperką mają za zadanie pokrzyżować plany Podniebnym Piratom i innym siłom zła, które zagrażają pokojowi w dolinie Czystego Serca oraz zaprowadzić ład i sprawiedliwość..